# Мытник Эдера
Мы́тник Эдера (лат. Pedicularis oederi) — многолетнее травянистое растение, вид рода Мытник семейства Заразиховые (Orobanchaceae). Видовое название дано в честь немецкого ботаника и врача Георга Кристиана Эдера (1728—1791).

## Ботаническое описание
Многолетнее травянистое растение с высотой стебля от 5 до 15 см. Прикорневые листья черешковые с глубоко-надрезанными пластинками. Цветки на коротких цветоножках, сидят в пазухах прицветных листьев. Венчик жёлтого цвета длиной 20—25 мм. Шлем спереди красно-коричневого цвета, без носика.
Цветёт с июня по август.

## Распространение и экология
Имеет аркто-альпийское распространение в Евразии и Северной Америке. Предпочитает мелкоземистые и щебнисто-мелкоземистые субстраты.

## Значение и применение
Летом охотно поедается северным оленем (Rangifer tarandus).